# 山东美术馆
山东美术馆，位于山东济南的一座非营利性艺术博物馆，1977年7月建立，山东省文化和旅游厅直属的公益性文化事业单位。

## 历史
1977年7月，山东美术馆成立。
2012年1月11日，山东美术馆新馆动工兴建，2013年10月12日正式对外开放。

## 场馆
山东美术馆新馆位于山东省济南市经十路11777号，占地31.05亩，建筑总面积52000平方米，共分5层。新馆的1至4层共设有12个展厅，总面积19700平方米，实际可用展线1763米。